# Чорний Михайло Кирилович
Миха́йло Кири́лович Чо́рний (* 8 листопада 1911, Богодухів, Харківська губернія, Російська імперія — † 1985) — радянський і український кінооператор. Нагороджений медалями, Почесними грамотами Президії Верховної Ради України та Туркменістану. Кавалер двох орденів «Знак Пошани». Батько кінооператора Олександра Чорного.

## Життєпис
Народився 8 листопада 1911 у Богодухові, Харківська губернія.
Закінчив операторський факультет Київського кіноінституту (1936).
Працював на Київській кінофабриці (1932–1940 і з 1944).
З 1968 року — викладач Київського інституту театрального мистецтва.
Автор книги «Черты операторского мастерства» (К., 1985).
Був членом Спілки кінематографістів України.

## Фільмографія
Зняв кінокартини:
- «Нескорені» (1945, 2-й оператор),
- «В степах України» (1952),
- «Лимерівна» (1953),
- «Команда з нашої вулиці» (1954),
- «Шляхи і долі» (1955),
- «Партизанська іскра» (1958),
- «Повість наших днів» (1959),
- «Далеко від Батьківщини» (1960),
- «У мертвій петлі» (1963),
- «Сон» (1964),
- «Гадюка» (1966),
- «Циган» (1967),
- «Та сама ніч» (1970),
- «Інспектор карного розшуку»,
- «Тільки ти» (1972),
- «Важкі поверхи» (1974, т/ф, 4 а),
- «Поцілунок Чаніти» (1974),
- «Я більше не буду» (1975),
- «Не плач, дівчино» (1976),
- «Тачанка з півдня» (1977),
- «Бунтівний „Оріон“» (1978),
- «Розколоте небо» (1979),
- «Беремо все на себе» (1980),
- «Капіж» (1981, у співавт.),
- «На вагу золота» (1983) та ін.